# لويس ك. كاسيدي
لويس ك. كاسيدي (بالإنجليزية: Lewis C. Cassidy)‏ هو سياسي أمريكي، ولد في 17 أكتوبر 1829 بنيويورك في الولايات المتحدة، وتوفي في 18 نوفمبر 1889 في نفس البلد.